# Dissen-Striesow
Dissen-Striesow (dolnołuż. Dešno-Strjažow) – gmina w Niemczech, w kraju związkowym Brandenburgia, w powiecie Spree-Neiße, wchodzi w skład urzędu Burg (Spreewald).

## Współpraca
Miejscowość partnerska:
- Dissen am Teutoburger Wald, Dolna Saksonia